# Сімакадзе (1943)
«Сімакадзе» (Shimakaze, яп. 島風) — ескадрений міноносець Імперського флоту Японії, який брав участь у Другій світовій війні.

## Історія створення
Корабель, який став першим і єдиним представником есмінців типу «Сімакадзе», був закладений 8 серпня 1941 року на верфі флоту в Майдзуру. Спущений на воду 18 липня 1942 року, вступив у стрій 10 травня 1943 року.  

## Історія служби
Менш ніж за два місяці після завершення есмінець залучили до операції з евакуації гарнізону з Киски (один з двох островів Алеутського архіпелагу, захоплений японцями в червні 1942-го, який станом на середину 1943-го перебував у блокаді американців). 1—5 липня «Сімакадзе» пройшов з Куре на Парамушир (Курильські острови), а з 7 по 17 липня у складі значного загону (який загалом нараховував 2 легкі крейсери та 11 есмінців) перебував у морі, проте не зміг виконати завдання через погану погоду. 22 липня той же загін здійснив другу спробу й цього разу 29 липня вдалося зняти з Киски гарнізон. 1 серпня загін прибув на Парамушир, а 3—6 серпня «Сімакадзе» та три інші есмінці супроводили звідси до Йокосуки важкий крейсер «Мая» (до того забезпечував дистанційне прикриття евакуації з Киски).
15—20 вересня 1943-го «Сімакадзе» разом зі ще одним есмінцем супроводив 2 важкі крейсери з Йокосуки на атол Трук у центральній частині Каролінських островів, де була головна японська база в Океанії. 21—26 вересня «Сімакадзе» здійснив зворотний рейс, охороняючи ескортні авіаносці «Чуйо» і «Тайо». На цьому переході 24 вересня «Тайо» був торпедований підводним човном та далі йшов на буксирі у другого авіаносця. 4—10 жовтня 1943-го «Сімакадзе» та ще один есмінець провели «Чуйо» з Йокосуки на Трук, після чого Сімакдзе провів певний час на цій базі.
Тим часом на початку жовтня 1943-го американське авіаносне з'єднання завдало удару по острову Вейк (північніше від Маршаллових островів) без жодної істотної реакції зі сторони ворожого флоту. Зате за кілька тижнів японці на основі радіоперехоплення вирішили, що готується нова атака на Вейк, і 17 жовтня вислали з Труку до Еніветоку (атол на крайньому північному заході Маршаллових островів) головні сили (3 авіаносці, 6 лінкорів, 8 важких крейсерів та інші кораблі), в охороні яких прямував «Сімакадзе». Цей флот кілька діб безрезультатно очікував ворога, після чого 26 жовтня повернувся на Трук.
30 жовтня 1943-го «Сімакадзе» вийшов з Труку для супроводу на початковій ділянці маршруту конвою, що вирушив до Балкіпапану (центр нафтовидобутку на східному узбережжі острова Борнео), а 31 жовтня — 1 листопада зустрів та привів на Трук танкери, що прямували з того самого Балікпапану.
2 листопада 1943-го «Сімакадзе» повів з Труку до Рабаула (головна передова база японців у архіпелазі Бісмарка, з якої провадились операції на Соломонових островах та сході Нової Гвінеї) два танкери. 4 листопада обидва танкери зазнали пошкоджень внаслідок атаки авіації, при цьому один попрямував назад на Трук у супроводі кількох кораблів, що підійшли на допомогу, тоді як «Сімакадзе» 5 листопада привів другий до пункту призначення. Того ж дня «Сімакадзе» та ще один есмінець повели на Трук важкі крейсери «Судзуя» та «Могамі» (останній пошкоджено під час рейду ворожого авіаносного угруповання на Рабаул, який відбувся того ж 5 листопада, незадовго до прибуття «Сімакадзе» на цю базу). 8 листопада загін досягнув пункту призначення. 11—15 листопада «Сімакадзе» разом з тим же есмінцем ескортував з Труку до Японії на ремонт важкі крейсери «Такао» і «Атаго» (так само зазнали пошкоджень у Рабаулі під час атаки 5 листопада).
26 листопада — 1 грудня 1943-го «Сімакадзе» разом зі ще 2 есмінцями супроводили авіаносець «Сьокаку» та легкий авіаносець «Тітосе» з Японії на Трук. Після цього протягом всієї зими есмінець ескортував танкери, які курсували між Балікпапаном (центр нафтовидобутку на сході Борнео) та Труком із заходом до Давао (південне узбережжя філіппінського острова Мінданао) та Палау (важливий транспортний хаб на заході Каролінських островів). Зокрема, відомо, що 7—11 грудня «Сімакадзе» ескортував танкерний конвой №7072 з Труку до Палау, а 11—15 грудня повернувся на Трук з конвоєм, який прямував із Сінгапуру. 18—21 грудня есмінець супроводжував на першій частині шляху до Палау конвой №7181.
12—14 січня 1944-го есмінець забезпечував ескорт конвою з Балікпапану на Трук у центральній частині його маршруту (при цьому невдовзі після того, як він передав супровід іншим кораблям, американські субмарини потопили два з трьох танкерів). З 22 січня «Сімакадзе» ескортував інший конвой з Балікпапану, який прибув на Трук 26 січня.
5—15 лютого 1944-го «Сімакадзе» супроводжував по всій протяжності маршруту танкерний конвой з Труку до Балкіпапану.
4—14 березня 1944-го «Сімакадзе» разом зі ще одним есмінцем супроводив гідроавіаносець «Акіцусіма» з Палау до Йокосуки.
З 17 березня по 12 квітня 1944-го Сімакадзе пройшов доковий ремонт у Куре, а 20 квітня — 1 травня разом зі ще 3 есмінцями ескортував лінкор «Ямато» та важкий крейсер «Мая» з Японії до якірної стоянки Лінгга в районі Сінгапуру (дії підводних човнів на комунікаціях вкрай ускладнювали доставку палива до метрополії та призвели до рішення базувати флот у Південно-Східній Азії поблизу від районів нафтовидобутку).
12—15 травня 1944-го «Сімакадзе» взяв участь у супроводі флоту з Лінгга до Таві-Таві (у філіппінському архіпелазі Сулу поряд з нафтовидобувними районами острова Борнео). На той час японське командування очікувало неминучої ворожої атаки на головний оборонний периметр імперії (Маріанські острови — Палау — західна частина Нової Гвінеї) і перебазувало головні сили ближче до місця майбутніх подій. 10—12 червня «Сімакадзе» разом зі ще 3 есмінцями та легким крейсером супроводив два найпотужніші японські лінкори до острова Бачан (біля південно-західного завершення значно більшого острова Хальмахера) в межах операції з прикриття доставки підкріплень на острів Біак (біля північно-західного узбережжя Нової Гвінеї), де наприкінці травня висадились союзники.
Втім, того ж 12 червня 1944-го американці розпочали операцію заволодіння Маріанськими островами. Головні сили японського флоту вийшли для контратаки, причому кораблі з Бачану після переходу 13—16 червня приєднались до основного з'єднання. Під час битви 19—20 червня у Філіппінському морі «Сімакадзе» разом з 6 іншими есмінцями становив охорону «загону С», головна сила якого — лінкори й важкі крейсери. У битві японці зазнали важкої поразки, а за кілька діб флот повернувся до Куре. 8—16 липня 1944-го «Сімакадзе» взяв участь у супроводі головних сил з Японії на якірну стоянку Лінгга.
18 жовтня 1944-го головні сили японського флоту полишили Лінгга для підготовки до протидії неминучій ворожій атаці на Філіппіни. Вони пройшли через Бруней, після чого розділились на два з'єднання. «Сімакадзе» увійшов до ескорту головних сил адмірала Куріти, які 24 жовтня пройшли через море Сібуян (внутрішня частина Філіппінського архіпелагу на південь від острова Лусон) під потужними ударами американської авіації, при цьому «Сімакадзе» знімав людей з критично пошкодженого лінкора «Мусаші». Далі з'єднання Куріти вийшло у Філіппінське море та 25 жовтня провело бій біля острова Самар з групою ескортних авіаносців, втім, есмінець не брав у ньому активної участі. У цих подіях сам «Сімакадзе» зазнав незначних пошкоджень від близьких вибухів та обстрілу, а також зіткнення з есмінцем «Акісімо». Після бою розпочався відступ залишків японського флоту і 29 жовтня «Сімакадзе» дійшов до Брунею.
31 жовтня 1944-го «Сімакадзе» прибув до Маніли, щоб взяти участь у операції TA, метою якої була доставка підкріплень на острів Лейте (саме тут висадився перший десант союзників на Філіппінах) до затоки Ормок. 9 листопада 1944-го «Сімакадзе» та ще 2 есмінці і 1 ескортний есмінець вирушили з Маніли для супроводу конвою TA № 3. Після зустрічі з конвоєм TA № 4, що вже здійснював зворотний перехід, склад охорони змінився та тепер складався із «Сімакадзе» та 3 інших есмінців. 11 листопада в затоці Ормок «Сімакадзе» під час атаки літаків зазнав пошкоджень від близьких вибухів та обстрілу. Корабель втратив хід, на ньому виникла пожежа, а через якийсь час він вибухнув та затонув.